# Ten Hamadi
Ten Hamadi (en árabe: تن حمادي‎) o Tenhemad  es una aldea y una comuna rural en el sur de Mauritania, en el departamento de Aïoun El Atrouss de la región de Hodh El Gharbi. Para el año 2000, la comuna tenía una población de 2.264 habitantes, de los cuales 155 viven en la aldea de Ten Hamadi en sí, aproximadamente a 17 kilómetros al suroeste del pueblo principal y la capital departamental de Aïoun El Atrouss. La población estimada para 2007 era de 3.686 habitantes, repartida entre 16 aldeas.
La parte norte de la comuna es escarpada, pero relativamente favorable para la agricultura, mientras que la parte sur es plana y caracterizada por dunas de arena. Ubicada en la frontera sur de la región Sahara-Sahel del sur de Mauritania, el clima es generalmente caliente y seco.
La mayoría de la población vive en la pobreza, trabajando en agricultura o ganadería de subsistencia. Algunos se han mudado a las ciudades en búsqueda de un mejor nivel de vida, y regresando para ayudar durante los periodos de mayor actividad agrícola. La infraestructura está poco desarrollada; no existe electricidad, la mayoría del agua proviene de pozos tradicionales, y el rudimentario sistema escolar solo provee educación primaria en establecimientos pobremente equipados.

## Historia
Los asentamientos en la comuna comenzaron con el establecimiento de la aldea de El Emn en 1960, seguidos por la aldea principal de Ten Hamadi en 1962. El Bakhakh fue fundada en 1972, y es uno de los asentamientos de mayor crecimiento en la comuna. Su población se incrementó en más del doble entre los años 2000 y 2007, de 111 a un estimado de 230, haciéndola más poblada que la aldea principal de Ten Hamadi. Por otro lado, Egueni Ehl Ahmed Zein, fundada en 1980, ha perdido población en más de un 75%, con una población de 1252 en 2000 a un estimado de 284 en 2007. En 2007, la localidad cercana de Aïoun El Atrouss fue una de las paradas del Rally Dakar de 2007.

## Geografía y clima
Ten Hamadi está ubicado en la frontera sur de la región Sahara-Sahel del sur de Mauritania. Desde el aire está ubicada aproximadamente a 17 kilómetros al suroeste de la capital departamental de Aioun El Atrouss, y se puede acceder a la aldea principal de Ten Hamadi a través de un camino de tierra que sale desde el sur de la Ruta Nacional 3, la cual conecta a este pueblo con el pueblo de Tintane en el oeste. La comuna limita al norte con la aldea y la comuna rural de Doueirara, al noreste con el pueblo y la comuna urbana de Aioun El Atrouss, al este de la aldea y la comuna rural de Beneamane, al sur con la aldea y la comuna rural de Hassi Ehel Bechna Ahmed, y al oeste con la aldea y la comuna rural de Hassi Abdallah.

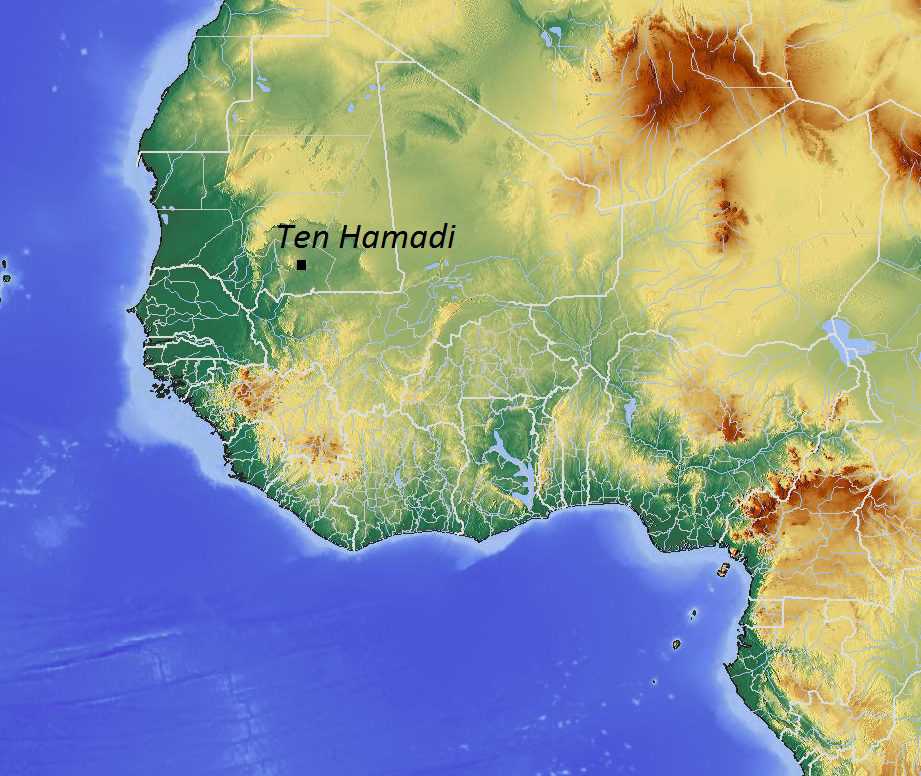
Mapa en relieve mostrando la ubicación de Ten Hamadi en África occidental.

La parte norte de la comuna es escarpada pero relativamente favorable para la agricultura, mientras que la parte sur es plana y caracterizada por dunas de arena. Dentro de esta área se encuentran dieciséis cuevas. La tierra es principalmente compuesta de rocas, suelos arenosos de loam, y suelos gredosos de loam en los lechos de los wadis del área. Los suelos en las colinas tienen depósitos de aluvio y loam arenosa apta para el desarrollo de cultivos, en especial en las laderas y al pie de las colinas. Los suelos gredosos son encontrados en los lechos y los tazones de wadis, que aunque son aptos para la agricultura, son susceptibles a sumirse y a ser erosionados por el agua durante la temporada de lluvias.
Los disponibilidad acuíferos de pozos poco profundos con profundidades que varían de entre 25 y 50 metros, los cuales proveen un poco más de 2 metros cúbicos de agua por hora, varía enormemente. Los acuíferos más profundos ofrecen cantidades más grandes de agua, pero su calidad es más turbia. Los wadis por lo general están secos, normalmente solo son inundados en la temporada de lluvias.
La vegetación es típica de la región de Sahara-Sahel, y es principalmente desierto con estepas espinozas. La erosión del suelo es un problema, ya que muchas áreas que anteriormente tenían árboles han desaparecido ya que los habitantes de la zona utilizan madera como combustible, y prácticas agrícolas inadecuadas han resultado en un desgaste del suelo.
Ten Hamadi tiene tres temporadas climáticas principales. La temporada de lluvias entre julio y octubre las temperaturas varían entre 30–40 °C (85–105 °F) y las lluvias son irregulares. La temporada seca y fría entre noviembre y febrero tiene temperaturas que pueden caer por debajo de los 20º durante la noche. En la temporada caliente y seca entre marzo y junio las temperaturas llegan a oscilar entre 40–45 °C (105–115 °F) durante el día.

### Aldeas
Para 2007, el gobierno mauritano reconocía 16 aldeas en la comuna, con una población total estimada de 3.686 habitantes.
| Aldea                 | Pop. censo 2000 | Pop. 2007 est. | Fundación |
| --------------------- | --------------- | -------------- | --------- |
| Ten Hamadi            | 155             | 140            | 1962      |
| Archan                | –               | 76             | 1978      |
| Bagzaze               | 170             | 349            | 1981      |
| Dimechk               | –               | 242            | 1982      |
| Egueni Ehl Ahmed Zein | 1,252           | 284            | 1980      |
| Egueni El Barka       | 231             | 331            | 1979      |
| Hasy Ehl Sidi Meni    | 38              | 153            | 1971      |
| El Bakhakh            | 111             | 230            | 1972      |
| Basra                 | –               | 46             | 1980      |
| El Bathe              | 116             | 283            | 1981      |
| Kligue Smalil         | –               | 801            | 1972      |
| El Emn                | 74              | 183            | 1960      |
| Touve                 | –               | 68             | 1975      |
| Bedr 1                | 90              | 90             | 2000      |
| Bedr 3                | –               | 80             | 2000      |
| Ehl Mahmoud           | 0               | 30             | 1997      |

## Demografía y religión
En el 2000, la comuna tenía una población de 2.26, con 155 personas en la aldea misma de Te Hamadi. Para 2007, la comuna tenía 3.686 habitantes en unas 791 casas. La población es por lo general joven, y más del 53% son mujeres. La mayoría de los residentes pertenecen a la tribu Tenwajiw, aunque unos cuantos pertenecen a las tribus Oulad Nasser, Smalil y Leglal. La mayoría vive en el norte y el este de la comuna, debido a que existe mucho más agua y tierras fértiles para la agricultura o la ganadería en estas zonas. Más de la mitad de la población está por debajo de la línea de pobreza. Existe una migración temporal desde la comuna a las ciudades de Aioun y Nuakchot en la temporada seca, y luego de vuelta a la comuna en el invierno, cuando muchas personas regresan para ayudar a sus familias con el arado y la plantación. Al igual que el resto de Mauritania, el islam es la religión principal, la cual según la Agencia Central de Inteligencia de Estados Unidos, es profesada por el 100% de la población del país.

## Economía
La economía está basada más que todo en la agricultura y la cría de ganado, con un poco de actividad artesanal y comercial. Existen algunos embalses y pozos que ayudan con la irrigación, pero están en pobres condiciones. Para 2007, había 361 agricultores, la mayoría de los cuales dependen de la irrigación hasta cierto punto, nuevo bancos de granos y un molino para granos. Había 311 dueños sedentarios de ganado, 115 semi-migratorios y 65 que practican migración a gran escala, más que todo a Malí. Un estimado del tamaño de las manadas está en 10.340 cabras, 8.870 vacas, 1.316 camellos, 652 burros y unos cuantos caballos y ovejas. Había 63 tiendas al por menor y 143 personas que se dedicaban al comercio hasta cierto punto. Había 45 artesanos a tiempo completo y 65 a tiempo parcial. Sus actividades incluyen mampostería, transporte por carreta, carnicería, carpintería y panadería.

## Educación
Para 2001, la comuna contaba con ocho escuelas primarias con 19 profesores para 595 niños. Había 20 mahadras, o escuelas tradicionales en 11 establecimientos. Solo cuatro contaban con una biblioteca o un repositorio de documentos. Había 11 cuartos para escribir de calidad variable, y un pequeño centro de entrenamiento vocacional. Para 2007, la comuna tenía 11 escuelas primarias con 689 estudiantes (45% de los cuales eran niñas) y 28 profesores, pero no había escuelas secundarias. Solo tres escuelas tenían escritorios. Todos tenían letrinas, pero no todos tenían agua potable o instalaciones para preparar comidas para los niños. La calidad de la educación era variable.

## Servicios públicos
Hasta hace poco, Ten Hamadi no contaba con un distribuidor de energía eléctrica, comunicación por radio, y no había líneas telefónicas fijas, aunque la mayoría de las áreas hoy en día tienen cobertura de por lo menos uno de tres operadores locales: Mauritel, MATTEL and Chinguitel. Menos de un tercio de las familias tienen una letrina. En 2001, había un centro de salud en la aldea de Ten Hamadi, construido de cemento con techo corrugado y seis cuartos. Una farmacia operaba bajo condiciones de recuperación de costs. Para 2007 había dos postas de salud en la comunidad, cada una contaba con una enfermera, pero no había parteras. Los centros de salud no contaban con agua potable, electricidad o letrinas, y no contaban con radio o ambulancias, aunque el puesto en la aldea de Ten Hamadi sí tenía un refrigerador y una farmacia.
La comuna cuenta con seis pozos con bombas que proveen 221 conexiones, 15 pozos modernos y 61 pozos tradicionales. El agua tiende a volverse salada al final de la temporada seca. La aldea principal de la comuna depende de dos pozos tradicionales. El "Route de l’Espoir" (Camino de la Esperanza) cruza la comuna, proveyendo acceso a varias otras aldeas. La comuna tiene varios senderos permanentes, pero algunas aldeas son de difícil acceso, en especial en el invierno. Aproximadamente un 20 por ciento de las viviendas son de concreto; las otras son chozas, o en algunos casos, carpas.